# 布市駅
布市駅（ぬのいちえき）は、富山県富山市布市にある、富山地方鉄道上滝線の駅である。駅番号はT65。

## 歴史
- 1921年（大正10年）4月25日：富山県営鉄道の駅として開業。
- 1943年（昭和18年）1月1日：富山地方鉄道の駅となる。

## 駅構造
単式ホーム1面1線を有する無人駅。

## 利用状況
「富山市統計書」によると、2019年度の1日平均乗車人員は124人である。
富山南高校、富山高専の学生らの乗降駅。しかし2003年に小杉駅が開設されたことで、当駅の混雑は緩和されている。
近年の1日平均乗車人員は以下の通り。
| 年度   | 1日平均 乗車人員 |
| ------ | ---------------- |
| 2001年 | 293              |
| 2002年 | 285              |
| 2003年 | 123              |
| 2004年 | 121              |
| 2005年 | 118              |
| 2006年 | 115              |
| 2007年 | 117              |
| 2008年 | 109              |
| 2009年 | 102              |
| 2010年 | 111              |
| 2011年 | 114              |
| 2012年 | 116              |
| 2013年 | 114              |
| 2014年 | 119              |
| 2015年 | 120              |
| 2016年 | 117              |
| 2017年 | 124              |
| 2018年 | 124              |
| 2019年 | 124              |
| 2020年 | 108              |
| 2021年 | 108              |
| 2022年 | 105              |

## 駅周辺
- 県営住宅富山南団地
- 国立富山工業高等専門学校
- 富山県立富山南高等学校
- 興国寺
- 大阪屋ショップ 月岡店

## 隣の駅
富山地方鉄道
■上滝線
小杉駅 (T64) - 布市駅 (T65) - 開発駅 (T66)